# 鹿児島市立東桜島小学校
鹿児島市立東桜島小学校（かごしましりつ ひがしさくらじましょうがっこう）は、鹿児島県鹿児島市東桜島町にある公立小学校。2014年（平成26年）5月現在の児童数は51名。

## 沿革
- 1879年（明治12年） - 啓蒙小学校創立
- 1889年（明治22年） - 中央尋常小学校（所在地：東桜島村大字野尻[2]）創立
- 1892年（明治25年） - 芝立尋常小学校（所在地：東桜島村大字湯之[2][注釈 1]）創立
- 1915年（大正4年） - 桜島の大正大噴火によって流出した溶岩によって通学が困難となった西桜島村の桜洲小学校（現在の鹿児島市立桜洲小学校）の赤水集落（現在の桜島赤水町）の児童を一時的に受け入れ[3]。
- 1919年（大正8年） - 芝立尋常高小学校に高等科併置。東桜島尋常高等小学校と改称[4]。
- 1921年（大正10年） - 中央尋常小学校と東桜島尋常高等小学校が合併し、現在地へ移転[4]。
- 1941年（昭和16年） - 国民学校令により東桜島国民学校と改称
- 1947年（昭和22年） - 東桜島村立東桜島小学校と改称
- 1950年（昭和25年） - 東桜島村が鹿児島市に編入されたのに伴い、鹿児島市立東桜島小学校と改称[5]。

## 桜島爆発記念碑

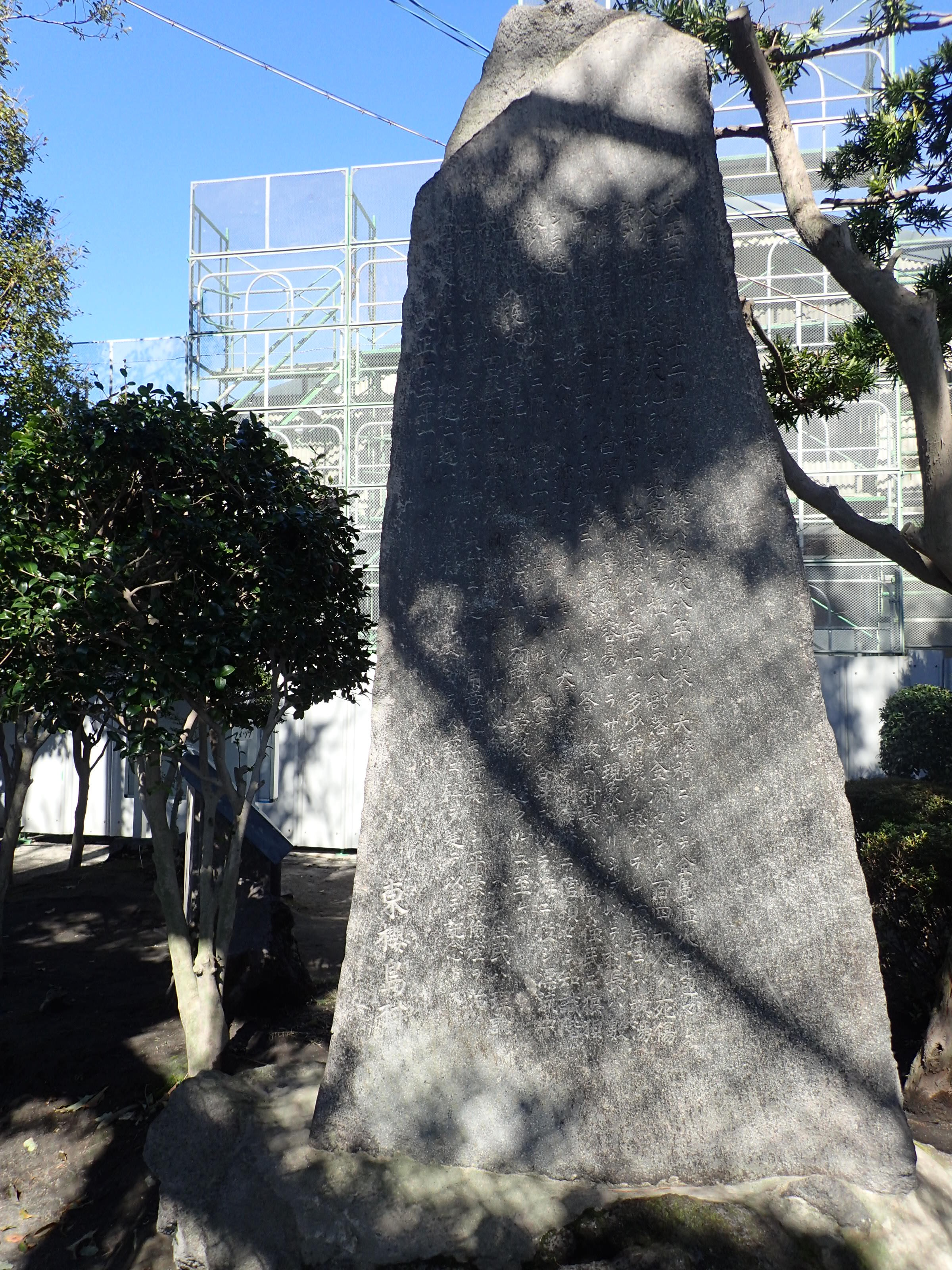
敷地内に建立されている桜島爆発記念碑

東桜島小学校の敷地内には1924年（大正13年）1月に鹿児島郡東桜島村によって建立された「桜島爆発記念碑」と呼ばれる石碑がある。1914年（大正3年）1月12日に発生した桜島の大正大噴火の教訓を後世に伝えるために建立されたものであり、碑文の内容から「科学不信の碑」として知られている。

## 通学区域
鹿児島市教育委員会の指定による2021年（令和3年）現在の東桜島小学校の通学区域は以下のとおりである。但し特認校制度によりその他の区域からの通学も認められている。
- 野尻町、持木町、東桜島町、古里町[注釈 2]、有村町[注釈 3]